# Threesome et Foursome
Pour les articles homonymes, voir Threesome et Foursome.
La règle 29 des règles de golf encadre la pratique en équipes de trois (Threesome) ou quatre (Foursome) joueurs, où les partenaires d'une même équipe jouent alternativement une même balle.
29-1. Règle générale
Au golf sur un parcours durant le tour, dans un threesome ou un foursome, les partenaires doivent jouer alternativement des aires de départs et alternativement durant le jeu de chaque trou. Les coups de pénalité n'affectent pas l'ordre de jeu.